# 田村泰彦
田村 泰彦（たむら やすひこ、1943年8月 - ）は、日本の学者。群馬大学社会情報学部情報行動学科の元教授。国士舘大学経営学部経営学科の元教授。学部専門は情報技術。

## 経歴
- 1943年8月 - 満洲国生まれ。[2]
- 1967年 - 同志社大学工学部卒
- 1974年 - メモリアル大学（カナダ）大学院修了
- 1976年4月 - 富士通に入社、システムエンジニアに。
- 1990年2月 - 駒沢大学非常勤講師
- 1992年4月 - ベルグラーノ大学（アルゼンチン）大学院客員教授
- 1993年3月 - ブリストル大学（イギリス）大学院客員教授
- 1994年3月 - 富士通を退社
- 1994年4月 - 群馬大学社会情報学部教授。

## 専門分野
主に情報技術学

## 著書・論文

### 論文
- 「ソフトウエア産業における日中合弁企業の分析」　経営情報学会 （1994年）
- 「知的資産管理の課題」　（経営情報学会、1999年）
- 「中小企業とSCM」　日本社会情報学会 （2000年）
- 「双方向型社会への期待」（2000年）
- 「中小企業情報化戦略」（2000年）
- 「he Shifting Roles of Information Technology in Corporate Organization

Ufa State Aviation Technical University」（Russia、2000年） 
- 「企業組織の情報化」　（培風館、2001年）
- 「情報職業人を創る社会情報学部」　（群馬大学図書館報、2001年）
- 「IT革命の本質を考える」　（群馬県、2001年）
- 「商品開発のポイントは「ニーズ」ではなく「デザイア」」　（大学・研究所等紀要、2002年）
- 「情報技術と社会」　季刊ぐんま （学術雑誌、2002年）
- 「情報技術について考えるーコンピュータが人間の召使いになるために－」　経営情報学会誌 （学術雑誌、2002年）
- 「中小企業の情報化戦略」　（日本社会情報学会、2002年）

## 所属学会
- 日本社会情報学会